# Deutsche Reichsbahn
Deutsche Reichsbahn (ve zkratce DR) byly německé říšské dráhy vzniklé státní smlouvou z 1. dubna 1920. Do té doby měla každá země, z nichž se Německo skládalo, svoji vlastní železniční správu. V Bavorsku tak například byly Královské bavorské státní dráhy (ve zkratce K. BAY. STS. B.) nebo v Prusku existovala Královská pruská železniční správa (zkracovaná KPEV) a podobně.
Podnik Deutsche Reichsbahn byl podřízen německému říšskému ministerstvu dopravy. Po čtyřech letech, v únoru roku 1924, získala firma svoji právní subjektivitu a dle říšského zákona ze dne 30. srpna 1924 se nazývala Společnost německé říšské dráhy (v originále Deutsche Reichsbahn-Gesellschaft, zkráceně DRG). Podnik zajišťoval provoz na říšských drahách spolu s jeho řízením, kdežto železniční infrastruktura (drážní zařízení) patřila i nadále státu. Roku 1937 se ovšem tento systém z důvodu nacistické snahy o centrální hospodářskou koncepci změnil a zákon z toho roku opětovně vše sloučil do původního stavu, tedy pod firmu Deutsche Reichsbahn (ve zkratce DR, resp. DRB) podřízenou říšskému ministerstvu dopravy. Tento stav platil až do konce druhé světové války.